# Terry Oldfield
Pour les articles homonymes, voir Oldfield.
Terence « Terry » Oldfield (né le 12 août 1949 à Palmers Green (en), North London) est un flûtiste,  compositeur britannique et le frère de Mike et Sally Oldfield.
En 1970 Terry Oldfield commence à jouer de la flûte lors d'un séjour à Hydra en Grèce. Il jouera occasionnellement de la flûte pour son frère Mike Oldfield, notamment sur l'album Ommadawn en 1975.
La carrière de Terry Oldfield est surtout centrée sur la production de musiques de documentaires ou de films, notamment pour la BBC. Il est plutôt apparenté à la musique new age.

## Discographie
- 1982 : In Search of the Trojan War
- 1983 : Sunshine Holidays
- 1986 : Cascade
- 1986 : Reverence
- 1987 : Return to Treasure Island
- 1987 : In the Presence of Light
- 1988 : Resonance
- 1989 : Star of Heaven
- 1990 : Spirit of the Rainforest
- 1990 : Angel
- 1991 : Zen
- 1992 : Illumination - A Celtic Blessing
- 1992 : Spiral Waves
- 1993 : Out of the Depths
- 1993 : Spirit of Africa
- 1994 : Australia
- 1994 : Spirit of Tibet
- 1995 : Earth Spirit
- 1995 : Icon
- 1996 : Theme for the Telford Time Machine
- 1996 : Spirit of India
- 1996 : South East Asia
- 1999 : All The Rivers Gold
- 2000 : Music for Wildlife
- 2000 : Reflections - The Best of Terry Oldfield 1985-1995
- 2000 : Across the Universe
- 2000 : Spirit of the World
- 2002 : Turning Point
- 2003 : A Time for Peace
- 2004 : Yoga Harmony
- 2004 : Celt
- 2005 : De Profundis / Out of the Depths II
- 2005 : Ethereal
- 2006 : Reiki Harmony
- 2007 : Labyrinth
- 2008 : Under Currents
- 2009 : Sacred Touch - Music for Massage
- 2010 : Reiki Flow
- 2012 : Journey Into Space
- 2014 : Making Tracks
- 2014 : Sweet Awakening
- 2015 : Guardian Angel
- 2015: Resonnance
- 2015 : A Time For Peace
- 2017 : All The Rivers Gold
- 2017 : In The Presence Of Light
- 2017 : Accross The Universe
- 2017 : Icon
- 2017 : Reverence
- 2017 : Peaceful Hearts
- 2017 : Australia Waking The Spirit
- 2017 : Pure Flute
- 2017 : Temple Moon